# Curling-Weltmeisterschaft der Damen 1985
Die Curling-Weltmeisterschaft der Damen 1985 (offiziell: H&M World Women’s Curling Championship 1985) war die 7. Austragung der Welttitelkämpfe im Curling der Damen. Das Turnier fand vom 17. bis 23. März des Jahres in der schwedischen Stadt Jönköping in den Rosenlundshallen statt.
Titelverteidiger Kanada besiegte im Endspiel die Schottinnen und fuhren den dritten WM-Titel für die Nordamerikanerinnen ein. Das erstmals bei der Damen-WM stattfindende Spiel um den dritten Platz bzw. die Bronzemedaille gewann die Schweiz.
Gespielt wurde ein Rundenturnier (Round Robin), was bedeutet, dass Jeder gegen jeden antritt.

## Teilnehmende Nationen
| BR Deutschland | Dänemark | Frankreich | Italien | Kanada |
| --- | --- | --- | --- | --- |
| SC Riessersee, Garmisch-Partenkirchen Skip: Andrea Schöpp Third: Monika Wagner Second: Christiane Jentsch Lead: Elinore Schöpp | Hvidovre CC, Hvidovre Skip: Helena Blach Third: Jette Olsen Second: Malene Krause Lead: Lone Kristoffersen                    | Mont d’Arbois CC, Megève Fourth: Huguette Julien Skip: Paulette Sulpice Second: Andrée Dupont-Roc Lead: Jocelyn Lhenry   | Cortina CC, Cortina d’Ampezzo Skip: Maria-Grazzia Constantini Third: Tea Valt Second: Nella Alvera Lead: Angela Constantini | North Shore Winter Club, Vancouver Skip: Linda Moore Third: Lindsay Sparkes Second: Debbie Jones Lead: Laurie Carney |
| Norwegen | Schottland | Schweden | Schweiz | Vereinigte Staaten                                                                                                   |
| Trondheim CC, Trondheim Skip: Eva Vanvik Third: Åse Vanvik Second: Alvhild Fugelmo Lead: Else Skogan                           | Hamilton & Thornyhill CC, Hamilton Skip: Isobel Torrance, Jr. Third: Margaret Craig Second: Jackie Steele Lead: Sheila Harvey | Norrköpings CK, Norrköping Fourth: Maud Nordlander Skip: Inga Arfwidsson Second: Ulrika Åkerberg Lead: Barbro Arfwidsson | Bern CC, Bern Skip: Erika Müller Third: Barbara Meyer Second: Barbara Meier Lead: Franziska Jöhr                            | Fairbanks CC, Fairbanks Skip: Bev Birklid Third: Peggy Martin Second: Jerry Evans Lead: Katrina Sharp                |

## Tabelle der Round Robin
| Schlüssel | Schlüssel                      |
| --------- | ------------------------------ |
|           | Qualifiziert für die Play-offs |
|           | Tie-Breaker                    |

| Platz | Team               | Spiele | Siege | Ndlg. |
| ----- | ------------------ | ------ | ----- | ----- |
| 1.    | Schweiz            | 9      | 8     | 1     |
| 2.    | Kanada             | 9      | 7     | 2     |
| 3.    | Schweden           | 9      | 6     | 3     |
| 4.    | Schottland         | 9      | 5     | 4     |
| 5.    | BR Deutschland     | 9      | 5     | 4     |
| 6.    | Dänemark           | 9      | 4     | 5     |
| 7.    | Norwegen           | 9      | 4     | 5     |
| 8.    | Frankreich         | 9      | 3     | 6     |
| 9.    | Vereinigte Staaten | 9      | 2     | 7     |
| 10.   | Italien            | 9      | 1     | 8     |

## Ergebnisse der Round Robin

### Runde 1
| Begegnung                   | Resultat |
| --------------------------- | -------- |
| Vereinigte Staaten – Kanada | 3:13     |
| Norwegen – Schweiz          | 4:9      |
| Dänemark – Schottland       | 4:3      |
| Schweden – BR Deutschland   | 8:5      |
| Frankreich – Italien        | 8:5      |

### Runde 2
| Begegnung                     | Resultat |
| ----------------------------- | -------- |
| Frankreich – Norwegen         | 9:6      |
| Schottland – Italien          | 8:5      |
| Vereinigte Staaten – Schweden | 7:11     |
| Dänemark – Kanada             | 6:7      |
| Schweiz – BR Deutschland      | 10:4     |

### Runde 3
| Begegnung                       | Resultat |
| ------------------------------- | -------- |
| BR Deutschland – Italien        | 12:6     |
| Kanada – Schweden               | 4:3      |
| Schweiz – Frankreich            | 8:6      |
| Schottland – Vereinigte Staaten | 5:7      |
| Dänemark – Norwegen             | 12:3     |

### Runde 4
| Begegnung                       | Resultat |
| ------------------------------- | -------- |
| Kanada – Schweiz                | 8:2      |
| Dänemark – Vereinigte Staaten   | 7:6      |
| Norwegen – Italien              | 13:5     |
| BR Deutschland – BR Deutschland | 5:4      |
| Schweden – Schottland           | 9:3      |

### Runde 5
| Begegnung                    | Resultat |
| ---------------------------- | -------- |
| Dänemark – Frankreich        | 7:1      |
| Schweiz – Schottland         | 6:5      |
| Kanada – BR Deutschland      | 6:5      |
| Norwegen – Schweden          | 9:4      |
| Italien – Vereinigte Staaten | 3:8      |

### Runde 6
| Begegnung                           | Resultat |
| ----------------------------------- | -------- |
| Italien – Schweden                  | 3:10     |
| Vereinigte Staaten – BR Deutschland | 3:7      |
| Schottland – Norwegen               | 10:4     |
| Schweiz – Dänemark                  | 8:5      |
| Kanada – Frankreich                 | 7:5      |

### Runde 7
| Begegnung                     | Resultat |
| ----------------------------- | -------- |
| Norwegen – Vereinigte Staaten | 10:9     |
| Italien – Kanada              | 3:10     |
| Schweden – Schweiz            | 6:11     |
| Frankreich – Schottland       | 4:6      |
| BR Deutschland – Dänemark     | 10:3     |

### Runde 8
| Begegnung                    | Resultat |
| ---------------------------- | -------- |
| Schottland – BR Deutschland  | 4:2      |
| Schweden – Frankreich        | 5:3      |
| Italien – Dänemark           | 7:5      |
| Kanada – Norwegen            | 4:8      |
| Vereinigte Staaten – Schweiz | 4:10     |

### Runde 9
| Begegnung                       | Resultat |
| ------------------------------- | -------- |
| Schweden – Dänemark             | 5:4      |
| BR Deutschland – Norwegen       | 10:3     |
| Frankreich – Vereinigte Staaten | 10:2     |
| Italien – Schweiz               | 3:10     |
| Schottland – Kanada             | 8:3      |

## Tie-Breaker
Die Mannschaften der Bundesrepublik Deutschland und Schottland spielten den letzten Platz für das Halbfinale aus.
| Begegnung                   | Resultat |
| --------------------------- | -------- |
| BR Deutschland – Schottland | 4:10     |

## Play-off

### Turnierbaum
|  | Halbfinale | Halbfinale | Halbfinale |   |            | Finale                      | Finale                      | Finale                      |
|  |            |            |            |   |            |                             |                             |                             |
|  |            |            |            |   |            |                             |                             |                             |
|  | 1          | Schweiz    | 3          |   |            |                             |                             |                             |
|  | 4          | Schottland | 4          |   |            |                             |                             |                             |
|  |            |            |            | 4 | Schottland | 2                           |                             |                             |
|  |            |            |            |   | 2          | Kanada                      | 5                           |                             |
|  | 2          | Kanada     | 6          |   |            |                             |                             |                             |
|  | 3          | Schweden   | 4          |   |            | Spiel um die Bronzemedaille | Spiel um die Bronzemedaille | Spiel um die Bronzemedaille |
|  |            |            |            |   |            | 1                           | Schweiz                     | 6                           |
|  | 3          | Schweden   | 4          |   |            |                             |                             |                             |
|  |            |            |            |   |            |                             |                             |                             |

### Halbfinale
| Begegnung            | Resultat |
| -------------------- | -------- |
| Schweiz – Schottland | 3:4      |
| Kanada – Schweden    | 6:4      |

### Spiel um die Bronzemedaille
| Begegnung          | Resultat |
| ------------------ | -------- |
| Schweiz – Schweden | 6:4      |

### Finale
| Begegnung           | Resultat |
| ------------------- | -------- |
| Schottland – Kanada | 2:5      |

## Endstand
| Platz | Land               |
| ----- | ------------------ |
| 1     | Kanada             |
| 2     | Schottland         |
| 3     | Schweiz            |
| 4     | Schweden           |
| 5     | BR Deutschland     |
| 6     | Dänemark           |
| 7     | Norwegen           |
| 8     | Frankreich         |
| 9     | Vereinigte Staaten |
| 10    | Italien            |